# Liste der Bodendenkmäler in Donauwörth
Auf dieser Seite sind die Bodendenkmäler in der schwäbischen Großen Kreisstadt Donauwörth zusammengestellt. Diese Tabelle ist eine Teilliste der Liste der Bodendenkmäler in Bayern. Grundlage ist die Bayerische Denkmalliste, die auf Basis des Bayerischen Denkmalschutzgesetzes vom 1. Oktober 1973 erstmals erstellt wurde und seither durch das Bayerische Landesamt für Denkmalpflege geführt wird. Die folgenden Angaben ersetzen nicht die rechtsverbindliche Auskunft der Denkmalschutzbehörde.

## Bodendenkmäler in Donauwörth
| Lage       | Objekt | Akten-Nr.     | Bild |
| ---------- | --- | ------------- | ---- |
| (Standort) | Siedlung und Körpergräber vor- und frühgeschichtlicher Zeitstellung. | D-7-7230-0114 |      |
| (Standort) | Grabenanlage vor- und frühgeschichtlicher Zeitstellung. | D-7-7230-0115 |      |
| (Standort) | Siedlung vor- und frühgeschichtlicher Zeitstellung. | D-7-7230-0116 |      |
| (Standort) | Siedlung der Bronzezeit und Grabhügel vorgeschichtlicher Zeitstellung. | D-7-7230-0117 |      |
| (Standort) | Grabhügel vorgeschichtlicher Zeitstellung. | D-7-7230-0118 |      |
| (Standort) | Grabhügel vorgeschichtlicher Zeitstellung. | D-7-7230-0119 |      |
| (Standort) | Siedlung vor- und frühgeschichtlicher Zeitstellung. | D-7-7230-0120 |      |
| (Standort) | Grabhügel vorgeschichtlicher Zeitstellung. | D-7-7230-0122 |      |
| (Standort) | Körpergräber vor- und frühgeschichtlicher oder mittelalterlicher Zeitstellung. | D-7-7230-0124 |      |
| (Standort) | Körpergräber des frühen Mittelalters. | D-7-7230-0125 |      |
| (Standort) | Siedlung der Bronzezeit. | D-7-7230-0127 |      |
| (Standort) | Siedlung vor- und frühgeschichtlicher Zeitstellung. | D-7-7230-0128 |      |
| (Standort) | Wallanlage und Siedlung vor- und frühgeschichtlicher Zeitstellung. | D-7-7230-0129 |      |
| (Standort) | Siedlung der Latènezeit und Villa rustica der römischen Kaiserzeit. | D-7-7230-0130 |      |
| (Standort) | Straße der römischen Kaiserzeit. | D-7-7230-0131 |      |
| (Standort) | Grabhügel der Bronze- und Hallstattzeit. | D-7-7230-0132 |      |
| (Standort) | Grabhügel vorgeschichtlicher Zeitstellung. | D-7-7230-0134 |      |
| (Standort) | Grabhügel vorgeschichtlicher Zeitstellung. | D-7-7230-0135 |      |
| (Standort) | Grabhügel vorgeschichtlicher Zeitstellung. | D-7-7230-0136 |      |
| (Standort) | Grabhügel vorgeschichtlicher Zeitstellung. | D-7-7230-0137 |      |
| (Standort) | Körpergräber des frühen Mittelalters. | D-7-7230-0142 |      |
| (Standort) | Siedlung vor- und frühgeschichtlicher Zeitstellung. | D-7-7230-0145 |      |
| (Standort) | Körpergräber der Glockenbecherkultur und der Schnurkeramischen Kultur, Siedlung der Altheimer Kultur sowie der Bronzezeit, der Urnenfelderzeit und der Hallstattzeit.                                            | D-7-7230-0146 |      |
| (Standort) | Siedlung vor- und frühgeschichtlicher Zeitstellung. | D-7-7230-0149 |      |
| (Standort) | Siedlung vor- und frühgeschichtlicher Zeitstellung. | D-7-7230-0150 |      |
| (Standort) | Siedlung vor- und frühgeschichtlicher Zeitstellung. | D-7-7230-0151 |      |
| (Standort) | Brandgräber der Urnenfelderzeit. | D-7-7230-0162 |      |
| (Standort) | Grabhügel der Hallstattzeit und Schürfgruben vor- und frühgeschichtlicher oder mittelalterlicher Zeitstellung.                                                                                                   | D-7-7230-0163 |      |
| (Standort) | Grabhügel der Hallstattzeit. | D-7-7230-0164 |      |
| (Standort) | Grabhügel der Hallstattzeit. | D-7-7230-0165 |      |
| (Standort) | Villa rustica der römischen Kaiserzeit. | D-7-7230-0166 |      |
| (Standort) | Mittelalterliche und frühneuzeitliche Befunde im Bereich der profanierten St.-Veits-Kapelle in Donauwörth und ihrer Vorgängerbauten.                                                                             | D-7-7230-0171 |      |
| (Standort) | Mittelalterliche und frühneuzeitliche Befunde im Bereich des ehemaligen Benediktinerklosters in Donauwörth und der ehemaligen Klosterkirche, heute katholische Pfarrkirche Hl. Kreuz, und ihrer Vorgängerbauten. | D-7-7230-0172 |      |
| (Standort) | Siedlung vorgeschichtlicher Zeitstellung, Burgstall des Mittelalters (Zeisigburg). | D-7-7230-0182 |      |
| (Standort) | Grabhügel vorgeschichtlicher Zeitstellung. | D-7-7230-0185 |      |
| (Standort) | Grabhügel vorgeschichtlicher Zeitstellung. | D-7-7230-0186 |      |
| (Standort) | Grabhügel vorgeschichtlicher Zeitstellung. | D-7-7230-0190 |      |
| (Standort) | Grabhügel vorgeschichtlicher Zeitstellung. | D-7-7230-0191 |      |
| (Standort) | Grabhügel der Hallstattzeit. | D-7-7230-0192 |      |
| (Standort) | Grabhügel vorgeschichtlicher Zeitstellung. | D-7-7230-0193 |      |
| (Standort) | Grabhügel vorgeschichtlicher Zeitstellung. | D-7-7230-0194 |      |
| (Standort) | Grabhügel vorgeschichtlicher Zeitstellung. | D-7-7230-0195 |      |
| (Standort) | Grabhügel vorgeschichtlicher Zeitstellung. | D-7-7230-0196 |      |
| (Standort) | Grabhügel vorgeschichtlicher Zeitstellung. | D-7-7230-0199 |      |
| (Standort) | Grabhügel vorgeschichtlicher Zeitstellung. | D-7-7230-0200 |      |
| (Standort) | Grabhügel der Hallstattzeit. | D-7-7230-0201 |      |
| (Standort) | Grabhügel vorgeschichtlicher Zeitstellung. | D-7-7230-0203 |      |
| (Standort) | Körpergräber vor- und frühgeschichtlicher Zeitstellung. | D-7-7230-0209 |      |
| (Standort) | Siedlung vor- und frühgeschichtlicher Zeitstellung. | D-7-7230-0212 |      |
| (Standort) | Grabhügel vorgeschichtlicher Zeitstellung. | D-7-7230-0213 |      |
| (Standort) | Grabhügel vorgeschichtlicher Zeitstellung. | D-7-7230-0214 |      |
| (Standort) | Grabhügel vorgeschichtlicher Zeitstellung. | D-7-7230-0215 |      |
| (Standort) | Grabhügel vorgeschichtlicher Zeitstellung. | D-7-7230-0216 |      |
| (Standort) | Siedlung vor- und frühgeschichtlicher Zeitstellung. | D-7-7230-0217 |      |
| (Standort) | Siedlung vor- und frühgeschichtlicher Zeitstellung. | D-7-7230-0219 |      |
| (Standort) | Mittelalterliche und frühneuzeitliche Befunde im Bereich der katholischen Stadtpfarrkirche Mariä Himmelfahrt in Donauwörth und ihrer Vorgängerbauten.                                                            | D-7-7230-0222 |      |
| (Standort) | Brücke der römischen Kaiserzeit. | D-7-7230-0224 |      |
| (Standort) | Villa rustica der römischen Kaiserzeit. | D-7-7230-0228 |      |
| (Standort) | Grabhügel vorgeschichtlicher Zeitstellung. | D-7-7230-0230 |      |
| (Standort) | Grabhügel vorgeschichtlicher Zeitstellung. | D-7-7230-0233 |      |
| (Standort) | Abgegangene mittelalterliche Mühle mit Mühlgraben. | D-7-7230-0234 |      |
| (Standort) | Archäologische Befunde im Bereich des mittelalterlichen ehemaligen jüdischen Friedhofs in Donauwörth. | D-7-7230-0238 |      |
| (Standort) | Siedlung der Bronze- und Urnenfelderzeit. | D-7-7230-0242 |      |
| (Standort) | Freilandstation des Paläolithikums, Siedlung der Bronze-, Urnenfelder- und Latènezeit. | D-7-7230-0244 |      |
| (Standort) | Siedlung der römischen Kaiserzeit. | D-7-7230-0247 |      |
| (Standort) | Wüstgefallener Hof des Mittelalters. | D-7-7230-0248 |      |
| (Standort) | Wüstgefallene Siedlung des Mittelalters. | D-7-7230-0256 |      |
| (Standort) | Wüstgefallene Siedlung des Mittelalters. | D-7-7230-0258 |      |
| (Standort) | Siedlung des Neolithikums. | D-7-7230-0260 |      |
| (Standort) | Siedlung der vorgeschichtlichen Metallzeiten und wüstgefallene Siedlung des Mittelalters. | D-7-7230-0261 |      |
| (Standort) | Siedlung des Neolithikums und der vorgeschichtlichen Metallzeiten. | D-7-7230-0270 |      |
| (Standort) | Siedlung vor- und frühgeschichtlicher Zeitstellung. | D-7-7230-0275 |      |
| (Standort) | Siedlung und Kreisgraben vor- und frühgeschichtlicher Zeitstellung. | D-7-7230-0276 |      |
| (Standort) | Freilandstation des Alt- und Mittelpaläolithikums; Siedlung des Neolithikums. | D-7-7230-0285 |      |
| (Standort) | Freilandstation des Paläolithikums und des Mesolithikums, Siedlung der Bronzezeit. | D-7-7230-0287 |      |
| (Standort) | Mittelalterliche und frühneuzeitliche Befunde im Bereich der südlichen Vorstadt von Donauwörth. | D-7-7230-0289 |      |
| (Standort) | Schürfgruben vor- und frühgeschichtlicher oder mittelalterlicher Zeitstellung. | D-7-7230-0290 |      |
| (Standort) | Straße der römischen Kaiserzeit. | D-7-7230-0291 |      |
| (Standort) | Straße der römischen Kaiserzeit. | D-7-7230-0292 |      |
| (Standort) | Straße der römischen Kaiserzeit. | D-7-7230-0294 |      |
| (Standort) | Mittelalterliche und frühneuzeitliche Befunde im Bereich des ehemaligen Standorts der Schwadermühle. | D-7-7230-0302 |      |
| (Standort) | Grabhügel vorgeschichtlicher Zeitstellung. | D-7-7230-0303 |      |
| (Standort) | Grabhügel vorgeschichtlicher Zeitstellung. | D-7-7230-0304 |      |
| (Standort) | Grabhügel vorgeschichtlicher Zeitstellung. | D-7-7230-0305 |      |
| (Standort) | Mittelalterliche und frühneuzeitliche Befunde im Bereich der katholischen Pfarrkirche St. Lorenz in Berg. | D-7-7230-0310 |      |
| (Standort) | Schanze der frühen Neuzeit. | D-7-7230-0312 |      |
| (Standort) | Mittelalterliche und frühneuzeitliche Befunde im Bereich der katholischen Filial- und Friedhofskirche St. Johannes der Täufer in Donauwörth.                                                                     | D-7-7230-0315 |      |
| (Standort) | Mittelalterliche und frühneuzeitliche Befunde im Bereich der ehemaligen Spitals mit katholischer Spitalkirche in Donauwörth und ihrer Vorgängerbauten.                                                           | D-7-7230-0316 |      |
| (Standort) | Befunde der frühen Neuzeit im Bereich des ehemaligen Kapuzinerklosters in Donauwörth mit abgegangener Klosterkirche.                                                                                             | D-7-7230-0317 |      |
| (Standort) | Mittelalterliche und frühneuzeitliche Befunde im Bereich der ehemaligen Burg Mangoldstein. | D-7-7230-0318 |      |
| (Standort) | Untertägige Teile der mittelalterlichen Stadtbefestigung von Donauwörth. | D-7-7230-0319 |      |
| (Standort) | Mittelalterliche und frühneuzeitliche Befunde im Bereich der befestigten Kernstadt von Donauwörth. | D-7-7230-0320 |      |
| (Standort) | Untertägige Teile der spätmittelalterlichen Befestigung der nördlichen Vorstadt von Donauwörth. | D-7-7230-0322 |      |
| (Standort) | Untertägige Teile der spätmittelalterlichen Befestigung der südlichen Vorstadt von Donauwörth. | D-7-7230-0323 |      |
| (Standort) | Befunde der frühen Neuzeit im Bereich der Maria-Hilf-Kapelle und der Kapelle der Schmerzhaften Muttergottes. | D-7-7230-0325 |      |
| (Standort) | Mittelalterliche und frühneuzeitliche Befunde im Bereich der abgegangenen Kapelle St. Leonhard in Donauwörth und ihres mittelalterlichen Vorgängerbaus.                                                          | D-7-7230-0327 |      |
| (Standort) | Mittelalterliche und frühneuzeitliche Befunde im Bereich der katholischen Filialkirche St. Martin in Riedlingen und ihrer Vorgängerbauten.                                                                       | D-7-7230-0328 |      |
| (Standort) | Befunde der frühen Neuzeit im Bereich der katholischen Pfarrkirche St. Martin in Wörnitzstein. | D-7-7230-0330 |      |
| (Standort) | Mittelalterliche und frühneuzeitliche Befunde im Bereich der Kalvarienbergkapelle in Wörnitzstein und ihrer Vorgängerbauten.                                                                                     | D-7-7230-0331 |      |
| (Standort) | Mittelalterliche und frühneuzeitliche Befunde im Bereich der katholischen Pfarrkirche Maria Immaculata in Zirgesheim.                                                                                            | D-7-7230-0336 |      |
| (Standort) | Befestigungsanlagen der frühen Neuzeit. | D-7-7230-0362 |      |
| (Standort) | Grabhügel vorgeschichtlicher Zeitstellung. | D-7-7230-0363 |      |
| (Standort) | Freilandstation des Paläolithikums. | D-7-7230-0390 |      |
| (Standort) | Siedlung des Neolithikums. | D-7-7230-0391 |      |
| (Standort) | Wüstgefallene Siedlung des Mittelalters. | D-7-7231-0124 |      |
| (Standort) | Freilandstation des Mesolithikums und Siedlung vorgeschichtlicher Zeitstellung. | D-7-7231-0130 |      |
| (Standort) | Siedlung vorgeschichtlicher Zeitstellung. | D-7-7231-0134 |      |
| (Standort) | Freilandstation des Mittelpaläolithikums. | D-7-7231-0135 |      |
| (Standort) | Siedlung vorgeschichtlicher Zeitstellung. | D-7-7231-0138 |      |
| (Standort) | Siedlung vor- und frühgeschichtlicher Zeitstellung. | D-7-7231-0147 |      |
| (Standort) | Freilandstation des Paläolithikums und Siedlung vor- und frühgeschichtlicher Zeitstellung. | D-7-7231-0149 |      |
| (Standort) | Siedlung vorgeschichtlicher Zeitstellung, Villa rustica der römischen Kaiserzeit. | D-7-7231-0157 |      |
| (Standort) | Mittelalterliche und frühneuzeitliche Befunde im Bereich der katholischen Pfarrkirche St. Felicitas in Schäfstall.                                                                                               | D-7-7231-0178 |      |
| (Standort) | Villa rustica der römischen Kaiserzeit. | D-7-7330-0098 |      |
| (Standort) | Villa rustica der römischen Kaiserzeit. | D-7-7330-0120 |      |
| (Standort) | Siedlung vor- und frühgeschichtlicher Zeitstellung. | D-7-7330-0121 |      |
| (Standort) | Kreisgraben vor- und frühgeschichtlicher Zeitstellung. | D-7-7330-0228 |      |
| (Standort) | Siedlung vor- und frühgeschichtlicher Zeitstellung. | D-7-7330-0229 |      |
| (Standort) | Mittelalterliche und frühneuzeitliche Befunde im Bereich der katholischen Pfarrkirche St. Georg in Auchsesheim.                                                                                                  | D-7-7330-0248 |      |
| (Standort) | Befunde der frühen Neuzeit im Bereich der katholischen Sebastianskapelle von Zusum. | D-7-7330-0250 |      |